# 木原善彦
木原 善彦（きはら よしひこ、1967年 - ）は、日本のアメリカ文学者、翻訳家。大阪大学教授。

## 人物
鳥取県生まれ、京都大学文学部卒業。1998年同大学大学院博士後期課程修了、「流浪の身の歌 - トマス・ピンチョンの小説」で文学博士。1996年姫路獨協大学外国語学部講師、2000年助教授、2001年大阪大学言語文化部助教授、2007年同言語文化研究科准教授。2019年、同教授。組織改編により、2022年、同人文学研究科教授。
専門は現代英語圏文学および文化。
翻訳者としては2019年にウィリアム・ギャディス『JR』の翻訳で第5回日本翻訳大賞、2025年にエヴァン・ダーラ『失われたスクラップブック』の翻訳で第11回日本翻訳大賞を受賞。

## 著書
- 『トマス・ピンチョン 無政府主義的奇跡の宇宙』（京都大学学術出版会） 2001
- 『UFOとポストモダン』（平凡社新書）　2006
- 『ピンチョンの『逆光』を読む　空間と時間、光と闇』（世界思想社） 2011
- 『実験する小説たち　物語るとは別の仕方で』（彩流社） 2017
- 『アイロニーはなぜ伝わるのか？』（光文社新書） 2020

### 翻訳
- 『カーペンターズ・ゴシック』（ウィリアム・ギャディス、本の友社） 2000、のち改訳（国書刊行会） 2019
- 『J・G・バラードの千年王国ユーザーズガイド』（白揚社） 2003
- 『逆光』（ピンチョン、新潮社） 2010
- 『シガレット』（ハリー・マシューズ、白水社） 2013
- 『これは小説ではない』（デイヴィッド・マークソン、水声社） 2013
- 『民のいない神』（ハリ・クンズル、白水社） 2015
- 『10:04』（ベン・ラーナー、白水社） 2017
- 『JR』（ギャディス、国書刊行会） 2018　：第5回日本翻訳大賞受賞
- 『ウィトゲンシュタインの愛人』（デイヴィッド・マークソン、国書刊行会） 2020
- 『私はゼブラ』（アザリーン・ヴァンデアフリートオルーミ、白水社） 2020
- 『地上で僕らはつかの間きらめく』（オーシャン・ヴオン、新潮社） 2021：第8回日本翻訳大賞最終候補
- 『愚か者同盟』（ジョン・ケネディ・トゥール、国書刊行会） 2022
- 『フランキスシュタイン』（ジャネット・ウィンターソン、河出書房新社） 2022
- 『終わりのない日々』（セバスチャン・バリー、白水社） 2023
- 『失われたスクラップブック』（エヴァン・ダーラ、幻戯書房〈ルリユール叢書〉）2024：第11回日本翻訳大賞受賞
- 『ムーア人による報告』（レイラ・ララミ、白水社） 2024
- 『ジェイムズ』（パーシヴァル・エヴェレット、河出書房新社） 2024

### リチャード・パワーズ
- 『幸福の遺伝子』（リチャード・パワーズ、新潮社） 2013
- 『オルフェオ』（リチャード・パワーズ、新潮社） 2015
- 『オーバーストーリー』（リチャード・パワーズ、新潮社） 2019
- 『惑う星』（リチャード・パワーズ、新潮社） 2022

### アリ・スミス
- 『両方になる』（アリ・スミス、新潮社） 2018

原著と同様に日本語版においても、目パート＋カメラパート、カメラパート＋目パート、の2バージョンが同数刊行されているが、表紙やISBNでの区別はされていない。
- 『秋』（アリ・スミス、新潮社） 2020：季節4部作の第1巻
- 『冬』（アリ・スミス、新潮社） 2021：季節4部作の第2巻
- 『春』（アリ・スミス、新潮社） 2022：季節4部作の第3巻
- 『夏』（アリ・スミス、新潮社） 2022：季節4部作の第4巻

## 参考
- 木原善彦 - researchmap
- 木原善彦 - J-GLOBAL
- 木原善彦 - KAKEN 科学研究費助成事業データベース
- 研究者総覧 - 大阪大学